# 装甲兵

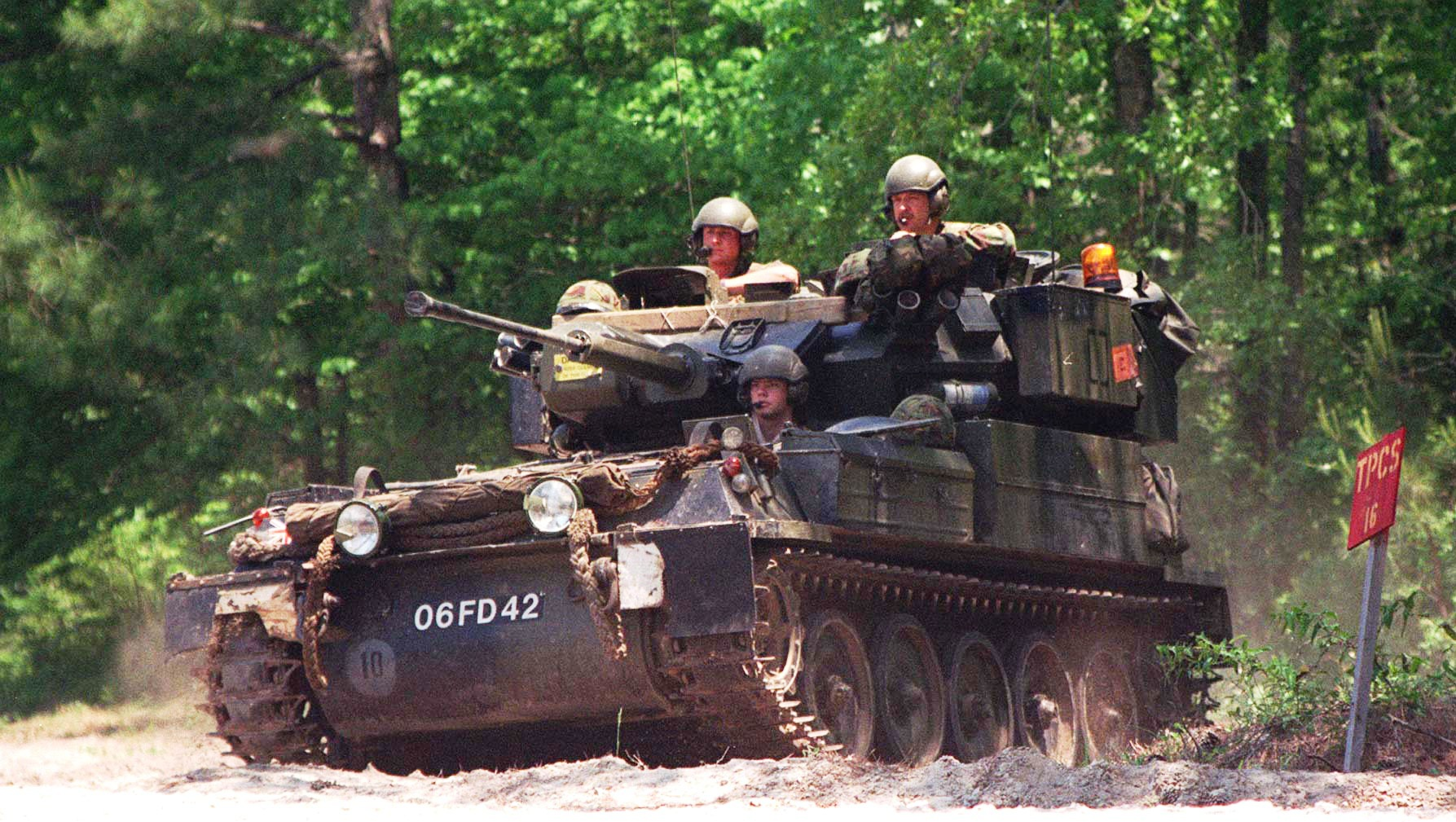
英軍裝甲兵

装甲兵是以戰車、装甲输送车等为基本单位的战斗兵种。具有火力、机动力和装甲防护力相结合的特点。在進攻過程中，在步兵開出路後，會是陆军的重要中堅突击力量，但也需要大量後勤單位協助才能發揮戰鬥力。故需要一定人數規模才能組建。

## 著名装甲兵

### 德國
- 約翰內斯·漢斯·鮑爾特（英语：Johannes Bölter）
- 奧托·卡利烏斯
- 坎特·柯尼斯佩爾（英语：Kurt Knispel）
- 米歇尔·魏特曼
- 瓦爾特·施羅伊夫
- 阿爾博特·科舍爾
- 恩斯特·巴克曼
- 埃爾溫·隆美爾
- 埃里希·霍普納
- 約阿希姆·派佩爾

### 美國
- 克雷頓·艾布蘭
- 拉斐特‧G‧普爾（英语：Lafayette G. Pool）（戰爭老爹/戰爸）